# Чокурча (пещера)
Чокурча́, Чокурчи́нская пеще́ра (укр. Чокурча, крымскотат. Çuqurça, Чукъурча) — пещера в Крыму, на окраине Симферополя. Была названа в честь близлежащей деревушки — Чокурча (кр. тат. — чукъур — «яма»), ныне Луговое. Чокурча — пока единственный памятник в палеолите Земли, давший высоко эстетические и научные образцы древнейшего искусства, предварительно оцениваемого в 40—45 тысяч лет (калиброванная дата ок. 48,5 тыс. л. н.). Это самое древнее жилище человека на территории Европы.

## Описание
Пещера-грот расположена на левом скалистом берегу реки Малый Салгир в Симферополе, в районе улицы Луговая. Пройти к стоянке можно через территорию Симферопольской районной больницы, миновав мост через Малый Салгир. Чокурча обращена своим входом на север, что необычно для пещерных стоянок первобытного человека. Долина реки Малый Салгир, уютно огражденная от господствующих в холодное время года ветров с северо-востока и юго-запада возвышенностями предгорья и второй грядой Крымских гор, была наиболее подходящим местом для поселения. В то время предгорье было покрыто лесами, богатыми плодами и живностью.
Глубина грота до 5 м и ширина до 7 м. Это остаток древней, более обширной пещеры, достигавшей в прошлом, по-видимому, 15 м в длину. Передняя большая часть её обвалилась, открыв внутреннее помещение.

## Стоянка древнего человека Чокурча I

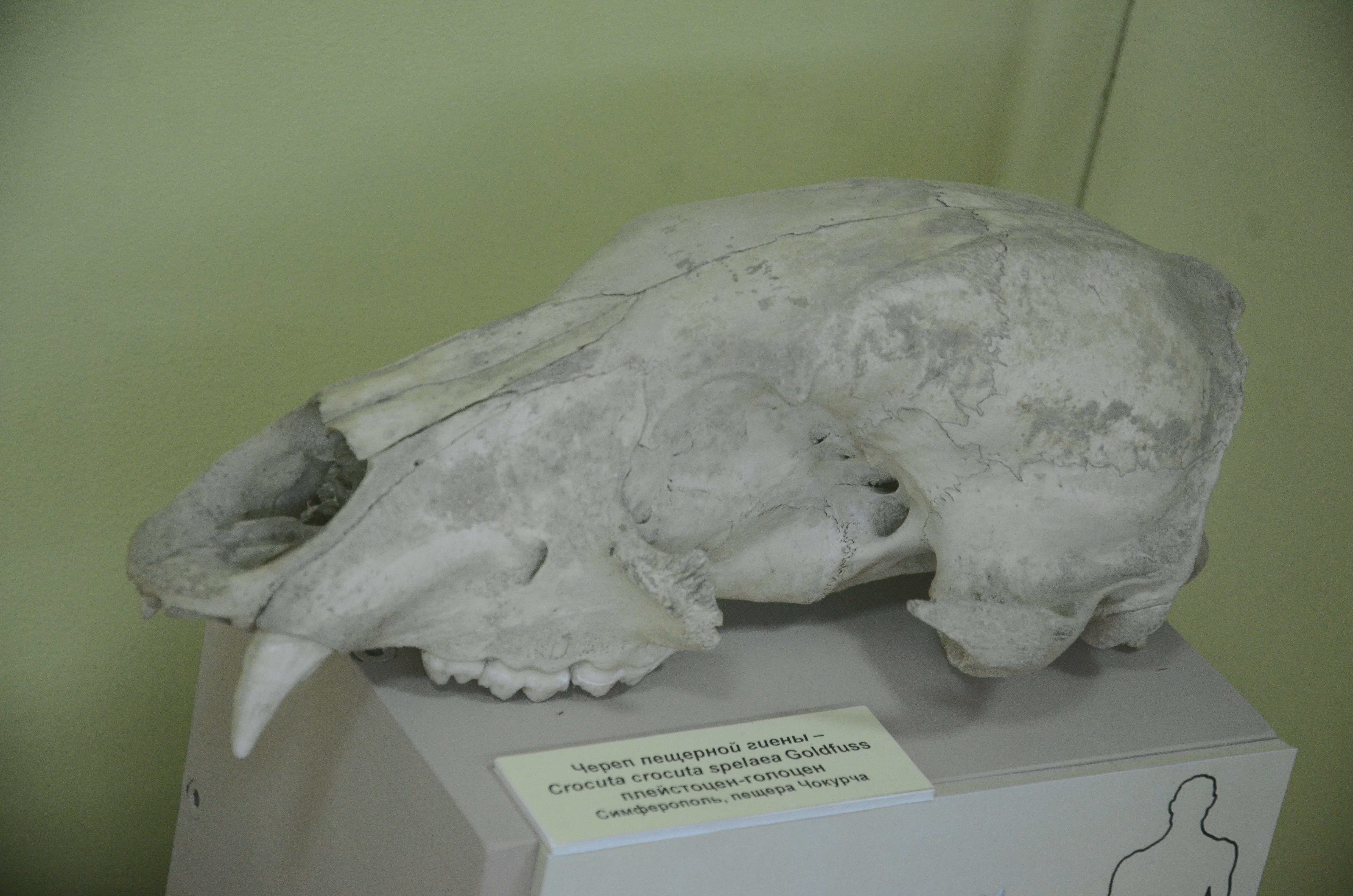
Найденный в пещере череп гиены из экспозиции Центрального музея Тавриды

Чокурчинская пещера обрела широкую известность как стоянка палеолитического человека. Здесь впервые в СССР были обнаружены скелеты неандертальцев. Первые раскопки здесь были произведены в 1927 году. Геолог П. А. Двойченко и археолог С. И. Забнин провели в одном из гротов археологические раскопки, которые продолжались затем в течение ряда лет. В пещере было найдено больше всего кремнёвых остроконечников и скребел, а также нескольких костяных орудий. На своде грота под слоем копоти современных костров были найдены уникальные наскальные рисунки. В известняковой скале были выдолблены изображения Солнца с лучами (диаметр диска около 0,5 м.), мамонта и рыбы(величина их по 0,5 м.). В напластованиях в пещере и перед ней обнаружены многочисленные кости животных. Судя по костям, в крымском предгорье обитали тогда пещерный медведь, пещерная гиена, первобытный бык, дикая лошадь, гигантский олень, антилопа-сайга, носорог, мамонт. Находки почти полностью погибли в годы Великой Отечественной войны. Сейчас о Чокурче можно судить только по статьям Н. Л. Эрнста и по небольшим подборкам находок, уцелевших в краеведческих музеях Симферополя и Одессы.
Чокурчинская пещера является памятником, сохранившим до наших дней остатки вымершей фауны, обитавшей в крымском предгорье 50 тысяч лет назад. В 1947 году пещера объявлена памятником природы.

## Современное состояние
За последние три десятка лет, после распада СССР, окрестности археологического памятника мирового значения, которым должен гордиться Симферополь, превратились в обыкновенную свалку. Жители ближайших улиц годами выбрасывали вблизи пещеры мусор, местные бомжи и алкоголики избрали жилище неандертальца местом своих сборищ. Тут жгли костры, почти полностью уничтожив древние изображения и культурный слой, установленную когда-то металлическую решетку перед входом в грот начали растаскивать на металлолом.